# Église Saint-Julien de Peynier
L'église paroissiale Saint-Julien de Peynier est une église catholique située dans le département des Bouches-du-Rhône. Elle conserve un chevet de style roman et une nef de style baroque.

## Historique et architecture
L'église paroissiale Saint-Julien est citée pour la première fois dans les biens de l'abbaye de Saint-Victor de Marseille en 1079, puis de nouveau en 1098 avec les chapelles Saint-Pierre et Saint-Victor. De cette époque, elle ne conserve qu'une muraille au bas du clocher. Au XIIe siècle, elle est entièrement reconstruite. Le chevet roman constitue aujourd'hui la base du clocher. Il abrite une abside avec voûte en cul-de-four. Une toute petite partie de la nef est conservée, avec voûte en plein cintre et arc doubleau. Les arcs de décharge latéraux et une corniche constituée d'un boudin surmonté d'une moulure chanfreinée constituent le seul décor architectural. 
À la fin du Moyen Âge, le cul-de-four est couvert de décors végétaux à fleurs de lys réalisés au pochoir, et les moulures sont peintes d’une frise aux couleurs jaune, rouge et noir. Ces peintures, restaurées en 2014, sont aujourd'hui visibles à l'intérieur de l'édifice. 
À la fin du XVIIe siècle, la nef est reconstruite dans un style baroque. Une nouvelle porte est bâtie, visible encore aujourd'hui dans une ruelle latérale. Le clocher est construit en 1711-1713. Mais il reste inachevé et est ensuite doté d'un campanile. Enfin, en 1786, un nouvel agrandissement a lieu avec la construction du collatéral Notre-Dame. Au XIXe siècle, l'orientation est inversée. Deux portes sont aménagées sur la place de l'Église, tandis que les deux anciennes sont murées. Le chœur est alors transféré à l'ouest de l'édifice.
Au XVIIIe siècle, un balcon et une porte aménagés dans l'église permettaient aux seigneurs de venir assister à l'office directement de leur château sans passer par les rues. Les membres de la famille des Thomassin de Peynier avaient fait aménager leur tombe dans la chapelle latérale Saint-Joseph. En 1787, leur descendant Louis de Thomassin de Peynier, marquis, fait ériger une plaque en l'honneur de ses ancêtres. Brisée à la Révolution, elle a été reconstituée et scellée dans un pilier à la fin du XIXe siècle La tombe des seigneurs se trouve aujourd'hui sous la sacristie.

## Mobilier intérieur, statuaire
À l'intérieur, le mobilier date pour l'essentiel de la fin du XIXe siècle (autels et statues de style sulpicien). Une statue de saint Eloi date du début du XIXe siècle, et une croix de procession est conservée, datant de la fin du XVIIIe siècle et inscrite à l'inventaire supplémentaire des Monuments historiques depuis 1970.
Le clocher, doté de quatre cloches, dont un bourdon de 1694 classé monument historique, veille sur les maisons et les ruelles pittoresques du village.